# فشل الرضاعة
انقطاع اللَّبَن أو انقطاع الإدرار أو فشل أو نقص الرضاعة (بالإنجليزية: Lactation failure)‏ هي حالة طبية حيث لا تكفي الرضاعة أو تفشل تماماً نتيجة قصور في إنتاج حليب الثدي و/أو فشل منعكس لـ در اللبن كرد فعل لعملية الامتصاص من قبل الطفل بعد الولادة، مما يؤدي إلى عدم القدرة على الرضاعة بشكل صحيح.

## الأسباب
أهم سبب لفشل الرضاعة هو الإفراز غير الكافي لهرمون البرولاكتين من الغدة النخامية. مضادات مستقبلات الدوبامين (D2 Receptors antagonists)، والتي تستخدم لعلاج فشل الرضاعة، تعمل على تصحيح هذا القصور عن طريق إحصار مستقبلات D2 في الغدة النخامية الأمامية وهذا بدوره يزيل تثبيط إصدار البرولاكتين. التشخيص التفريقي لفشل الرضاعة عندما تكون مستويات البرولاكتين طبيعية أو مرتفعة يشمل التهاب الغدة النخامية اللمفاوي («التهاب الغدة النخامية ذاتي المناعة» أي الناجم عن المناعة الذاتية). متلازمة شيهان (قصور النخامية ما بعد الولادة "خلال فترة النفاس" الناجم عن النخر الإقفاري بسبب فقدان الدم ونقص حجم الدم خلال وبعد الولادة)، ونقص هرمون النمو عند البالغين، وكل من هذه الأسباب قد تتسبب بفشل الرضاعة جزئيا أو بالكامل بسبب نقص إفراز ما يكفي من هرمون النمو (GH). قصور النخامية بشكل عام يمكن أن يفسد إفراز هرمونات الغدة النخامية كهرمون النمو والبرولاكتين، وهذا بدوره يؤدي إلى فشل الرضاعة.
النسيج الغدي غير الكافي أو نقص التنسج الغدي في الصدر، الناجم عن نقص النمو الطبيعي والنضج للغدة الثديية خلال فترة البلوغ و/أو الحمل، هو سبب آخر لفشل الرضاعة، ولو أنه يعتبر نادراً نسبياً. فرط الوزن (السمنة) يمكن أن يؤدي إلى فشل الرضاعة المبكر؛ لأنه يثبط كمية البرولاكتين المفرزة كرد فعل للرضاعة في الأسبوع الأول بعد الولادة. بعض الأدوية مثل ناهضات مستقبلات الدوبامين ((D2 receptor agonistsومنها بروموكريبتين (bromocriptine) وبيرغولايد (pergolide(، وكذلك منشطات مستقبلات الدوبامين غير المباشرة مثل الأَمْفيتامين ((amphetaminesيمكنها تثبيط (منع) إفراز البرولاكتين من الغدة النخامية، وبالتالي التسبب بفشل الرضاعة:24

## العلاج
يمكن علاج فشل الرضاعة عن طريق مدر اللبن (عامل تشجيع الرضاعة)، مثل ناهضات مستقبلات الدوبامين ومنها دومبيريدون (domperidone) وميتوكلوبراميد (metoclopramide)، أو بعض مضادات الذهان مثل الكلوروبرومازين (chlorpromazine) وهالوبيريدول (haloperidol)وسلبيريد (sulpiride) و (risperidone)، معجل الولادة (مُقَوّي تَوَتُّرِ الرَّحِم) مثل الهرمون البيبتيدي أو الاكسيتوسين (oxytocin)، أو متناظر مثل (carbetocin) أو (demoxytocin)، مع هرمون النمو (أو كبديل مدر إفراز هرمون النمو)، أو مع الهرمون المطلق لموجهة الدرقية (TRH) أو الهرمون المنبه للدرقية (TSH)
ميروتوسين Merotocin (FE-202767)، ناهضة لمستقبل الاوكسيتوكسين يعد تحت التطوير خصيصاً لعلاج فشل الرضاعة لدى أمهات الخدج.

## التشخيص
تقييم المخاطر مهم لتحديد النساء اللواتي يعانين من نقص محتمل في الرضاعة. تقييم الرضاعة السريري خلال الحمل مهم لتحديد الحالات المحتملة التي تتطلب مراقبة شديدة بعد الحمل.
إذا كانت المرأة لديها تاريخ مثل جراحة في الثدي (تكبيرأو تصغير) نَقْصُ التَّنَسُّجفي الثدي، ونقص سابق في الرضاعة أوبطء نمو الرضيع على الرضاعة الطبيعية هؤلاء يحتاجون إلى رعاية أكبر لأنه قد يحدث فشل أو تأخر في إِفْرازُ اللَّبَن.
الثديان المتباعدان، أنبوبيا الشكل، أو غير الناميين بشكل كافي قد يكونان علامة مترافقة مع فشل افراز اللبن.
وتقييم نوع الحلمة وكمية افراز اللبن تنبه الطبيب إلى المشاكل المحتملة المتعلقة بقدرة الأطفال على التقاط (الإمساك) والحفاظ على الاتصال مع الثدي، مما قد يؤدي إلى تحفيز دون الأمثل وبالتالي يكون كمية الحليب غير كافيه.
بعد الولادة، ينبغي الحصول على معلومات إضافية ذات صلة بكفاءة الرضاعة (على سبيل المثال، سير الحمل والولادة، أدوية الأمهات، الخ) من أجل توفير نظرة شاملة للمخاطر المحتملة لقصور الرضاعة.

## أُنظر أيضاً
- صعوبات الرضاعة الطبيعية.
- انقطاع اللبن.
- قلة مستوى هرمون البرولاكتين في الدم.